# Fighting Harada
Masahiko Harada (jap. 原田政彦 Harada Masahiko; ur. 5 kwietnia 1943 w Tokio), znany jako „Fighting” Harada – japoński bokser, zawodowy mistrz świata kategorii muszej i koguciej.

## Życiorys
Rozpoczął karierę boksera zawodowego w 1960. Do końca 1962 walczył wyłącznie w  Japonii. Wygrał pierwszych 25 walk (m.in. pokonał 24 grudnia 1960 przyszłego mistrza świata Hiroyuki Ebiharę), zanim zwyciężył go Edmundo Esparza 14 czerwca 1962.
10 października 1962 w Tokio Harada znokautował w 1. rundzie mistrza świata federacji WBA w wadze muszej Pone Kingpetcha i odebrał mu pas mistrzowski. W rewanżu 12 stycznia 1963 w Bangkoku Kingpetch wygrał niejednogłośnie na punkty i odzyskał tytuł mistrza świata.
Po tej porażce Harada przeszedł do kategorii koguciej. Wygrał cztery walki, zanim 26 września 1963 w Tokio pokonał go José Medel. Po wygraniu kolejnych siedmiu walk (w tym z Katsutoshim Aokim) Harada zmierzył się 18 maja 1965 w Nagoi w walce o tytuł mistrza świata w wadze koguciej (zarówno federacji WBA, jak i WBC) z niepokonanym dotychczasowym czempionem Éderem Jofre. Wygrał niejednogłośnie na punkty i został mistrzem świata w nowej kategorii.
Pokonał w obronie tytułu Alana Rudkina (30 listopada 1965 w Tokio na punkty), ponownie Édera Jofre (31 maja 1966 w Tokio na punkty; były to dwie jedyne przegrane tego pięściarza w toku całej kariery), José Medela (3 stycznia 1967 w Nagoi na punkty) i Bernardo Caraballo (4 lipca 1967 w Tokio na punkty). W kolejnej obronie tytułu 27 lutego 1968 w Tokio został pokonany na punkty przez Lionela Rose'a.
Harada zmienił kategorię wagową na piórkową. Wygrał cztery z pięciu następnych walk (pokonał go tylko Alton Colter) i 28 lipca 1969 w Sydney spróbował odebrać mistrzostwo świata WBC w wadze piórkowej Johnny'emu Famechonowi. Jedynym sędzią tego pojedynku był były mistrz świata w tej wadze Willie Pep. Walka trwała 15 rund. Pep początkowo ogłosił remis, ale po ponownym przeanalizowaniu kart oceny poszczególnych rund zmienił werdykt na zwycięstwo Famechona jednym punktem. Wynik ten został wygwizdany przez publiczność, która uważała, że zwycięstwo należało się Haradzie. W walce rewanżowej 6 stycznia 1970 w Tokio Harada został znokautowany przez Famechona w 14. rundzie. Po tej walce zakończył karierę.
Później był prezesem Japońskiego Związku Bokserskiego. Został wybrany w 1995  do Międzynarodowej Bokserskiej Galerii Sławy.